# Narkisszosz

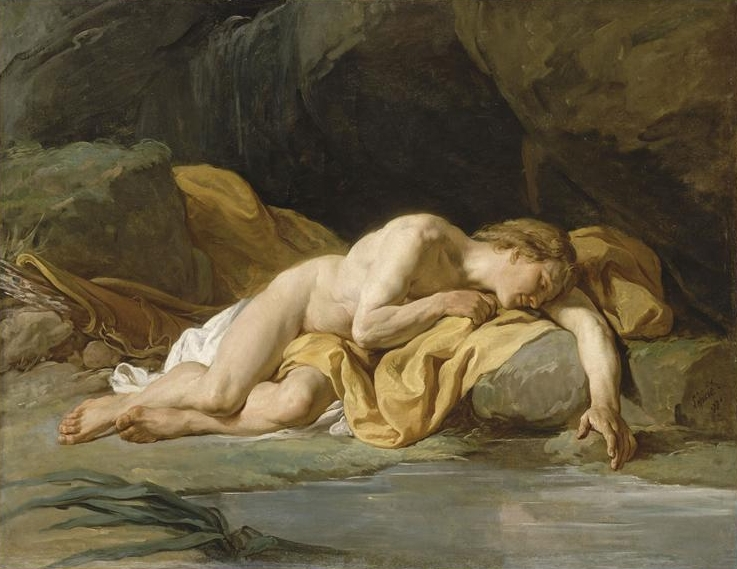
Nicolas-Bernard Lépicié festménye (1771)

Narkisszosz (görög betűkkel Νάρκισσος, latin névformája Narcissus) görög mitológiai alak. Képhiszosz folyamisten és Leiriopé boiótiai nimfa fia, aki Boiótiában és Theszpiában vadászott. Születésekor megjósolta neki Teiresziasz, hogy csak akkor érheti meg az öregkort, ha nem ismeri meg önmagát. Ez a látszólag önmagának ellentmondó jóslat valóra is vált.
Narkisszosz szép szál ifjúvá serdült, akibe sok nimfa beleszeretett, ő viszont mindet elutasította (közöttük volt Ekhó is). Az egyik nimfa azonban nem törődött bele kikosarazásába, s Nemeszisz istennőnek, a bosszúállás istennőjének tett panaszt. Nemeszisz meg is hallgatta és teljesítette a kívánságot.
Narkisszosz vadászat közben egy folyó partjára ért, és mivel inni akart, belenézett a folyótükörbe. Ekkor megpillantotta önmagát és azon nyomban magába szeretett. Egész nap ott maradt és hasztalan próbálta magához ölelni tükörképét. Így ugyanazt a kínt élte át, amit a nimfák, amikor nem kaphatták meg. Reggelre Narkisszosz helyén az odasiető nimfák már csak néhány sárga szirmú virágot, nárciszt találtak. A nárcisz azóta is az önimádat jelképe, mivel magának a virágnak a szirma is egy kicsit önmaga felé hajlik. (Ezért nem illik nárciszt vinni vendégségbe.)

## Feldolgozások
Ovidius nyomán több száz feldolgozása született. Egyik közvetlen magyar parafrázisa Ungvárnémeti Tóth László Nárcisz vagy a’ gyilkos önn-szeretet című drámai költeménye.

## Nárcizmus
Narkisszosz történetéből Paul Adolf Näcke alkotta meg a nárcizmus kifejezést. Ő még nem a mai szemléletmóddal értelmezte a jelenséget,  amely bár a külsőségekben túlzó önszeretetnek tűnik, valójában az önszeretet hiányából fakadó személyiségzavar, illetve annak enyhébb formái. 

## Alternatíva a mítosz értelmezésére
Az oxürhünkhoszi leletek alapján a mítosz általánosan ismert, fent leírt formája műmítosz, Ovidius műve. Eredeti formájában Ekhó nem szerepelt a történetben, Narkisszosz pedig homoszexuális volt. Szintén Ovidius tette misztikussá az átváltozás aktusát is. A korábbi szövegek szerint Narkisszosz egyszerűen megölte magát, és kicseppenő véréből – a görög mitológia hagyományai szerint – virág sarjadt: ez lett a nárcisz.